# 夢金
夢金（ゆめきん）は、古典落語の演目。別題に錦嚢（きんのう）。原話は、1773年（安永2年）に出版された笑話本『出頬題』の一編「七ふく神」。サゲを綺麗にするため、三代目三遊亭金馬は単純な夢オチとしていた。

## あらすじ
大雪の降る夜、とある舟宿の2階では金に汚いことで知られる船頭の熊五郎が「金くれえ」などと1階まで聞こえる大きな寝言を言いながら熟睡している。その声を聞いて階下の主人夫婦が呆れていると、上等な服を着た若い女を連れた、人相の悪い見すぼらしい浪人風の男が客としてやってくる。主人は船頭は出払っているとして断ろうとするが、同じく熊五郎の寝言を聞いた男は、あれは船頭ではないのかと尋ねる。主人は、あの船頭は金に汚く、事あるごとに酒手（チップ）を欲しがりますので勧めませんと言うが、浪人風の男は気にせず、そいつを呼べという。寝ていたところを起こされた熊五郎も大雪の降る夜ということもあって嫌がるが、男が酒手ははずむというので、一転して船を出すことを承知した。
船を漕ぐ熊五郎は客の素性について思案する。兄妹だと名乗っているが、身なりがあまりにも違うため、これは駆け落ちだと予想する。そうすると自分は寒い中、船を漕ぐのに、2人は屋形の中でしっぽりやっているのが気に入らないと、櫓（ろ）を雑に扱う。そのため船が大きく揺れ、客の男が文句をつける。熊五郎は悪びれず、酒手が足りないと返し、男が追加の酒手を支払うために熊五郎に近寄ると、小声で内密の話があるから船を止めろという。
船が止まると男は、実は自分たちは兄妹ではないと明かすが、駆け落ちではなく、裕福な女の懐中の大金200両を狙っていると言う。女はさる大店の娘で、別の男と駆け落ちしようとして大金を持ち出したが、その相手と逸れてしまい、困っていたところを男が助けたというものであった。しかし、街中で殺して金を奪えばすぐに足がつくため、家に帰すと嘘をついて船に乗せたと話す。そして、熊五郎を仲間に引き込み、分け前として50両ほどはくれてやると言う。
さすがに金に汚い熊五郎も殺しには協力できないと断るが、それならここで殺すまでだと言われる。そのため、熊五郎は折れた振りをして、殺しを行うならいい場所があると言って男を川の中洲へ案内する。そして男が中洲に降りたところを見計らうと船を漕ぎ出し、置き去りにした。そしてそのまま、娘を連れて船宿に戻ると、主人に事情を話した。主人夫婦は熊五郎の機転を褒め、娘も無事に実家へと帰った。
後日、娘の実家から謝礼として熊五郎宛の風呂敷荷物が船宿に届く。開けてみれば、切り餅（25両のこと）が2つも入っている。あぐらをかいて、床に置いた50両の大金を前に2つの切り餅をそれぞれ右手と左手でぐわしと掴み、熊五郎は喜びを噛み締めようとすると下腹部に激痛が走って目を覚ます。
見れば自分の睾丸を強く握りしめていた。 